# Lumpenliberalizm
Lumpenliberalizm („lumpenliberalismus“ – ve smyslu darebácký, bezohledný liberalismus, především v hospodářské sféře) je v Polsku užívaný pejorativní termín, který označuje způsob hospodaření v 3. polské republice (po roce 1989) do nástupu Jarosława Kaczyńského (2006). Lumpenliberalizm bývá spojován zejména s jménem někdejšího ministra financí Leszka Balcerowicze (1989–91, 1997–2000), hlavního strůjce polské privatizace a přechodu ke kapitalismu.